# 베를린 조넨알레역
베를린 조넨알레역(Bahnhof Berlin Sonnenallee)은 베를린 노이쾰른구 노이쾰른에 있는 베를린 순환선의 철도역이다. 노이쾰른의 동쪽에 위치해 있으며 대합실 건물과 승강장은 1912년에 완공되었다. 승강장 길이는 160 m이며, 조넨알레 도로의 양쪽으로 출구가 개설되어 있다. 엘리베이터와 점자 블록이 설치되어 있으며 베를린의 건축유산으로 지정되어 있다.

## 역사
역 일대에는 1871년 7월 베를린 순환선의 화물선, 1872년 초에는 여객 열차선이 영업을 시작했다. 1896년 4월부터는 근교선 열차가 별도의 선로로 분리되었다. 1907년 7월에는 당시의 릭스도르프에서 현재의 S반역 근처에 역사 건설을 의뢰했다.
1912년 10월 1일 노이쾰른의 세 번째 역으로 프리드리히 3세의 이름을 딴 카이저프리드리히슈트라세(Kaiser-Friedrich-Straße)역으로 개업했다. 대합실 건물은 라인홀트 킬(Reinhold Kiehl)이 설계했다. 역 건설 시기에 조성 중이었던 쾰니셰 하이데(Köllnische Heide)에 철도 교통을 보급하기 위한 목적이었다. 베를린 S반의 대전철화 시기인 1928년 11월 6일부터 전동차가 운행하기 시작했다.
1938년 5월 11일 카이저프리드리히슈트라세(북쪽)-조넨알레(남쪽) 구간 약 5 km의 도로가 아돌프 히틀러의 고향인 브라우나우암인의 이름을 따서 개명되었고, 1939년 10월 1일에는 이에 따라서 역명이 브라우나우어 슈트라세(Braunauer Straße)역으로 개칭되었다. 1945년 4월 베를린 전투 당시 운행이 중단되었고 같은 해 6월 18일에 운행이 재개되었다. 독일국영철도에서는 조넨알레역으로 다시 개칭했고, 1947년 7월 31일에 도로의 이름도 복구되었다.

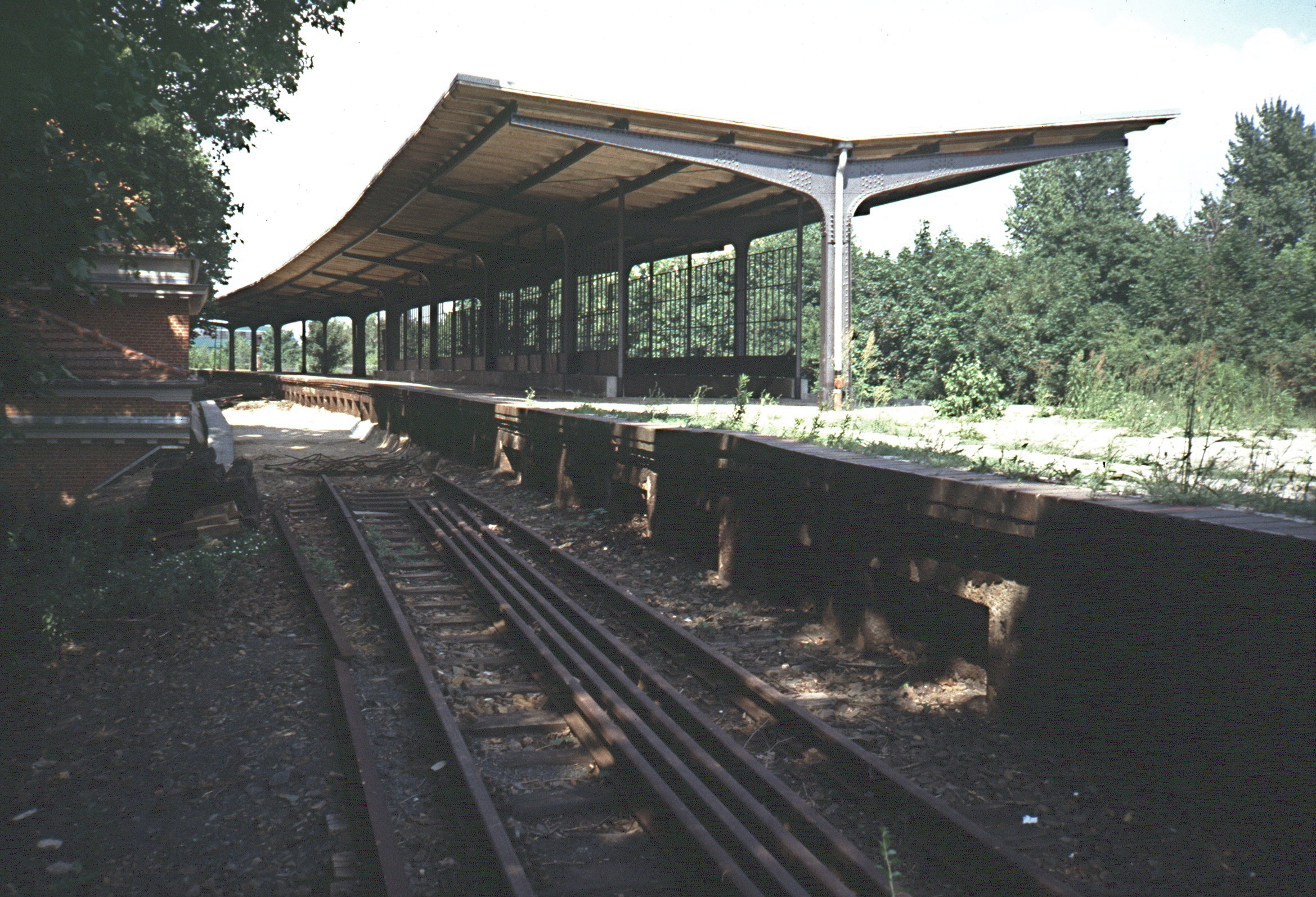
방치된 승강장, 1988년

1961년 8월 13일 베를린 장벽 건설 이후 순환선의 트레프토어 파르크역 방면 선로가 단절되었다. 동베를린 S반 열차는 베를린-괴를리츠선으로 경로가 조정되었으며, 바움슐렌베크-노이쾰른 연결선 상에 있는 쾰니셰 하이데역은 서베를린 순환선 열차만의 종착역으로 변경되었다. 조넨알레역 북쪽에 있는 선로는 인상선으로 변경되었다.
1980년 서베를린 S반 파업 이후 1980년 9월 18일부터 운행이 중단되었다. 1989년에는 순환선 재건설 공사가 시작되었고, 대합실 건물 개보수 공사에 170만 마르크를 투입했다. 동서독 국경이 개방되면서 순환선 재건설 계획이 변경되어 순환선-쾰니셰 하이데역-괴를리츠선 연결 대신 순환선 본선의 건설 공사가 더 높은 우선 순위를 갖게 되었다. 아우토반 100호선 연장 과정에서 노이쾰른-트레프토어 파르크 구간 건설 공사도 지연되었다. 1997년 12월 18일 조넨알레역 일대 3.4 km 구간이 복원되어 영업을 시작했다. 버스 환승 개선을 위한 추가 출입구 및 엘리베이터가 설치되었다.
1인 승무를 위한 ZAT-FM이 도입되었다.

## 인접 철도역
베를린 버스 M41, 171번과 환승할 수 있다.
| 베를린 S반                        | 베를린 S반 | 베를린 S반             |
| --------------------------------- | ---------- | ---------------------- |
| 트레프토어 파르크 반시계방향 순환 | S41 · S42  | 노이쾰른 시계방향 순환 |

## 참고 문헌
- Berliner S-Bahn-Museum, 편집. (2002). 《Strecke ohne Ende. Die Berliner Ringbahn》 6.판. Berlin: Verlag GVE. ISBN 3-89218-074-1.
- Wolfgang Kramer, Jürgen Meyer-Kronthaler (1998). 《Berlins S-Bahnhöfe. Ein dreiviertel Jahrhundert》. Berlin: be.bra. ISBN 3-930863-25-1.
- Bernhard Strowitzki (2004). 《S-Bahn Berlin. Geschichte(n) für unterwegs》 2.판. Berlin: Verlag GVE. ISBN 3-89218-073-3.